# Marcello Gatti

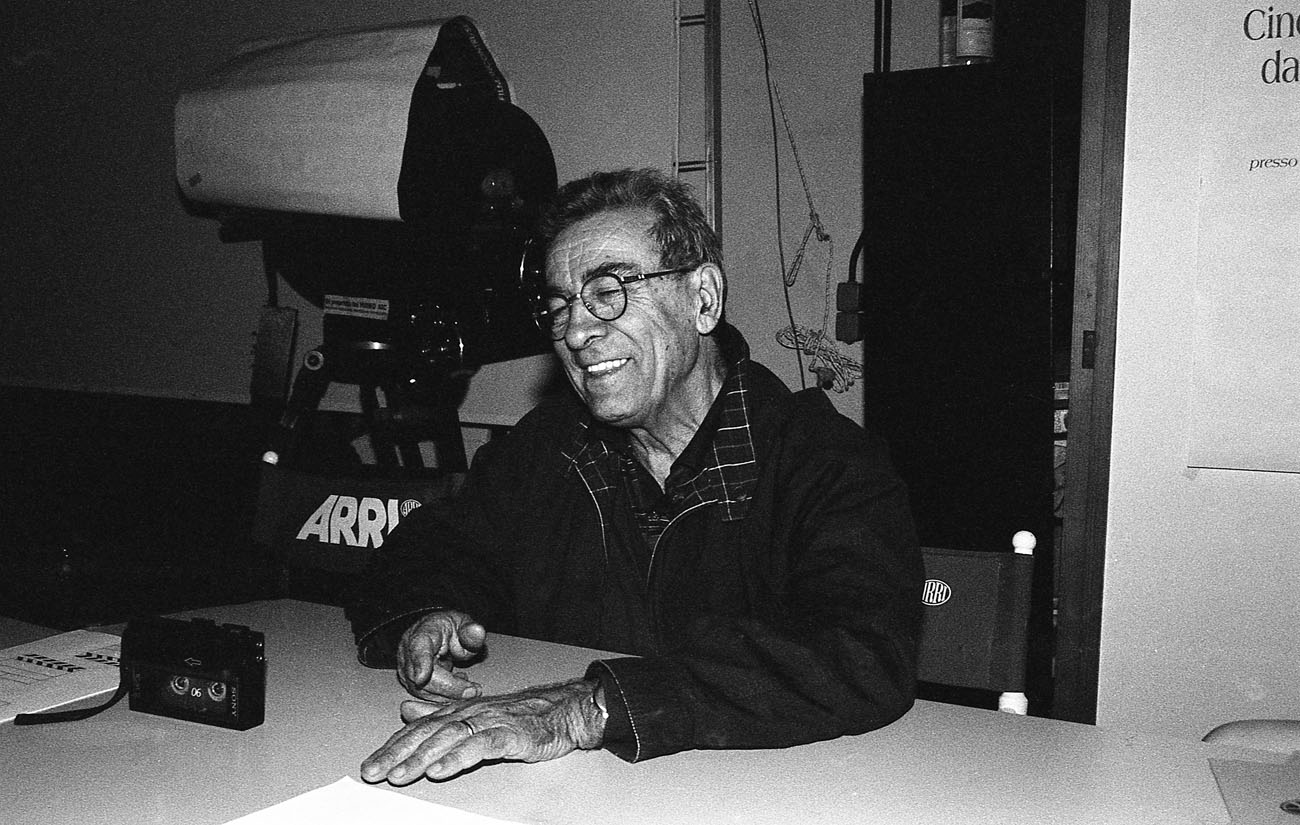
Marcello Gatti in Cinecittà (1998)

 Marcello Gatti  (* 9. Februar 1924 in Rom; † 26. November 2013 ebenda) war ein italienischer Kameramann.

## Leben
Gatti erlernte das Handwerk des Kameramanns von Grund auf und arbeitete mit den führenden italienischen Kameraleuten der 50er Jahre zusammen. Gatti prägte mit seinem dokumentarischen Stil eine ganze Reihe von sozial engagierten Filmen, beispielsweise für den Regisseur Gillo Pontecorvo. Daneben fotografierte er zahlreiche belanglose Italowestern, Kriminalfilme und Komödien. Für das Fernsehen arbeitete Gatti z. B. in einer Staffel der Serie Allein gegen die Mafia.
Im Lauf seiner Karriere gewann er fünf Mal ein Silbernes Band.
1943 war Gatti wegen Verunstaltung eines Porträts von Benito Mussolini zu fünf Jahren Haft verurteilt worden, woraufhin er ins Exil gegangen war. Nach Anfängen als Kameraführer in den 1940er Jahren fotografierte er 1953 erstmals als Kameramann und zu Beginn der 1960er Jahre als Verantwortlicher in diesem Bereich. In seiner Filmografie finden sich um die 150 Werke.

## Filmografie (Auswahl)
- 1962: Die vier Tage von Neapel (Le quattro giornate di Napoli)
- 1962: Schlüssel zum siebten Himmel (L'attico)
- 1965: Schlacht um Algier (La battaglia di Algeri)
- 1964: Schlüsselparty in Texas (Una moglie americana)
- 1964: Verrückter Sommer (Frenesia dell’estate)
- 1966: Frauen, die durch die Hölle gehen (Las siete magníficas)
- 1966: Die ganze Meute gegen mich (La venganza di Clark Harrison)
- 1966: Ein Sommer zu dritt (L'estate)
- 1968: Bandit zu besichtigen (I protagonisti)
- 1969: Queimada – Insel des Schreckens (Queimada)
- 1970: Des Lebens Herrlichkeit (Anonimo Veneziano)
- 1971: Der schwarze Leib der Tarantel (La tarantola dal ventre nero)
- 1971: Heißkaltes Blut (Sin)
- 1971: Kopfgeld für Chako (Bastardo, vamos a matar)
- 1972: Allein gegen das Gesetz (Il vero e il falso)
- 1972: Was? (Che?)
- 1972: Girolimoni, das Ungeheuer von Rom (Girolimoni – il mostro di Roma)
- 1973: Der Todeskuß des Paten (Baciamo le mani)
- 1973: Tödlicher Irrtum (Rappresaglia)
- 1974: Moses (Mosè) (Fernseh-Miniserie)
- 1975: Bluff (Il grande bluff)
- 1975: Chronik der Jahre der Glut (Chronique des années de braise)
- 1975: Killer Cop (La polizia ha le mani legate)
- 1976: Bluff (Bluff storia di truffe e di imbroglioni)
- 1976: Robinson jr. (Il signor Robinson – Mostruosa storia d'amore e d'avventure)
- 1980: Kennwort: Salamander (The Salamander)